# Monteiro Lobato
José Bento Renato Monteiro Lobato (Taubaté, estado de São Paulo; 18 de abril de 1882-São Paulo, 4 de julio de 1948) fue uno de los más influyentes escritores de literatura infantil en Brasil durante el siglo XX.
Fue un pionero en este campo de la literatura en su país y ganó popularidad por el carácter educativo, como también divertido, de las obras que dirigía a este público, que conforman la mitad del total de su producción literaria.  Se destacan los veintitrés libros de la serie El Rancho del Pájaro Amarillo, donde se narran las aventuras de los niños Pedrito y Naricita, junto a Emilia (una muñeca de trapo), el sabio Vizconde de Mazorca, el rinoceronte Quindín, entre otros personajes.
La otra mitad se compone de numerosos cuentos, artículos, críticas, un estudio sobre la importancia del petróleo y una única novela, El presidente negro, donde expone sus ideas sobre eugenesia y superioridad racial y de géneros.

## Bibliografía

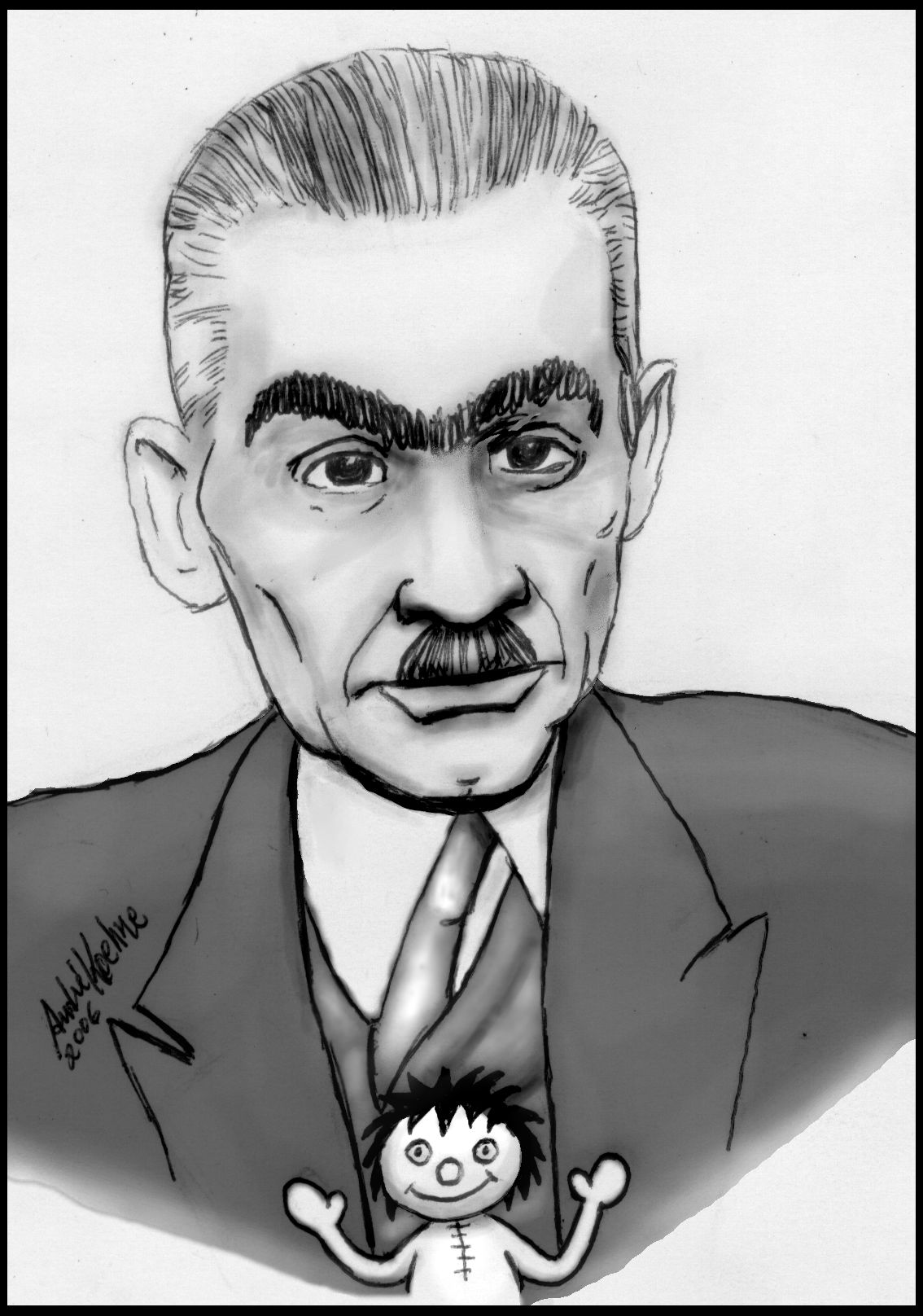
Caricatura de Monteiro Lobato con su personaje Emilia, la muñeca de trapo del Benteveo amarillo.